# برج بلگراد
برج بلگراد (به صربی: Belgrade Tower) یک آسمان‌خراش در صربستان است که در بلگراد واقع شده‌است.